# Diane (Therapy?)
Diane is een in 1983 opgenomen nummer van de Amerikaanse band Hüsker Dü, later uitgebracht door de Noord-Ierse metalband Therapy? in 1995. De versie van Therapy? is afkomstig van hun derde studioalbum Infernal Love. Het nummer gaat over de moord op serveerster Diane Edwards in Minnesota in 1980 door seriemoordenaar Joseph Ture Jr. Joseph pikte de liftende Diane op, reed met haar naar Lake Cove, waar hij haar verkrachte en met meerdere messteken om het leven bracht. 
De auteur van het nummer, Grant Hart, (drummer van Hüsker Dü) had ten tijde van die moord bijzonder genoeg een relatie met de moeder van Marlys Wohlenhaus, een ander slachtoffer van de seriemoordenaar. Het lugubere aan het nummer is, dat het is geschreven vanuit het oogpunt van de moordenaar.
De versie van Hüsker Dü haalde nergens de hitlijsten. De versie van Therapy?, wat een rockballad is, wel. In het Verenigd Koninkrijk haalde het nummer de 26e positie, in de Nederlandse Top 40 de 11e en in de Vlaamse Ultratop 50 de 5e.

## NPO Radio 2 Top 2000
| Nummer met noteringen in de NPO Radio 2 Top 2000 | '14  | '15  | '16  | '17  | '18  | '19  | '20  | '21  | '22  | '23  | '24  |
| ------------------------------------------------ | ---- | ---- | ---- | ---- | ---- | ---- | ---- | ---- | ---- | ---- | ---- |
| Diane                                            | 1466 | 1734 | 1749 | 1395 | 1500 | 1584 | 1420 | 1557 | 1528 | 1632 | 1681 |

1. ↑  Een vetgedrukt getal geeft de hoogste notering aan.
2. ↑  2014 was het eerste jaar met een notering voor dit nummer.